# Arcesilao I de Cirene

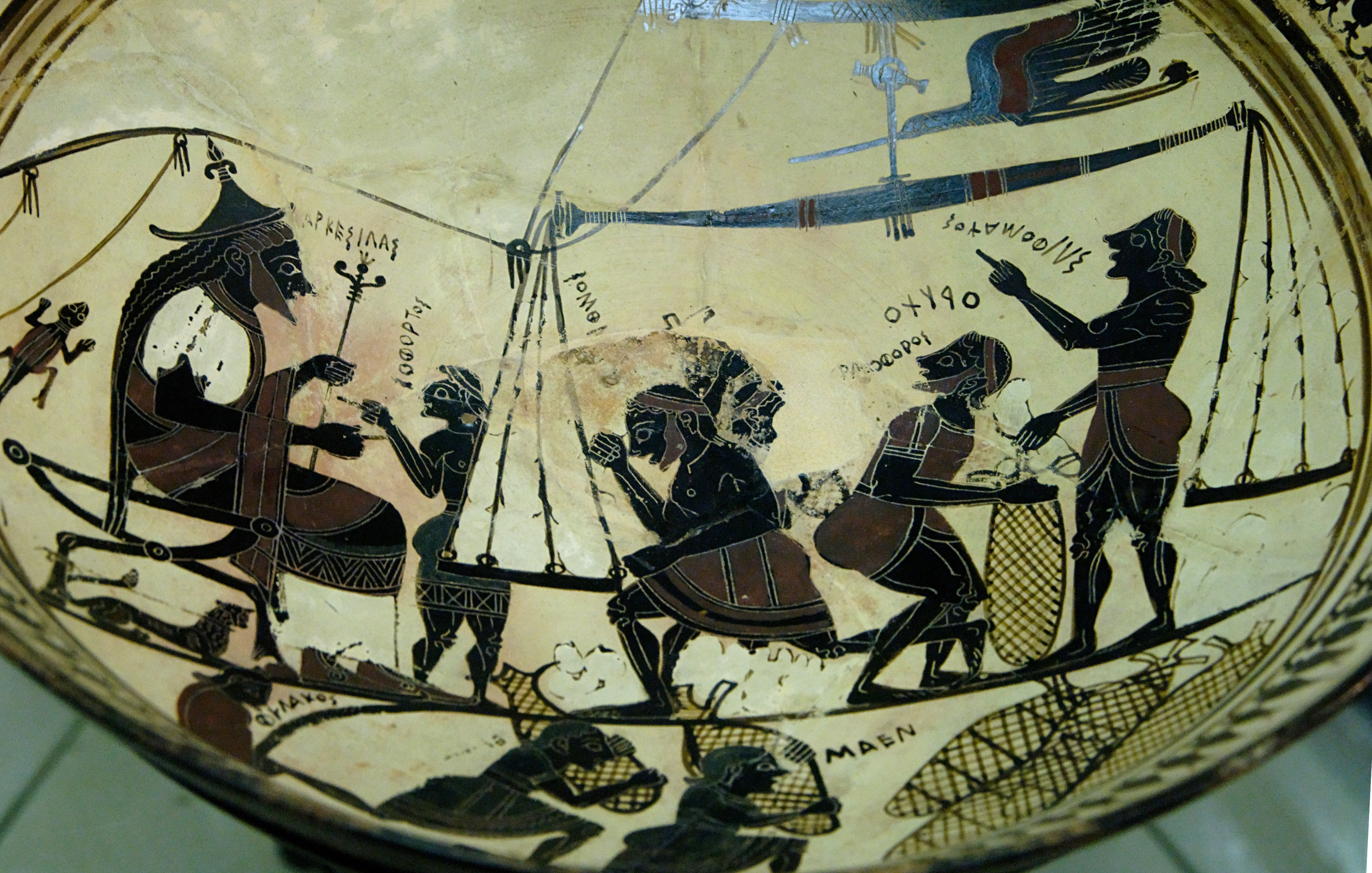
Arcesilao I supervisando la preparación de silfio.

Arcesilao I de Cirene (en griego, Ἀρκεσίλαος, muerto en 574 a. C.), hijo de Bato I de Cirene, fue el segundo rey griego de Cirenaica y el segundo rey de la dinastía de los batiadas.

## Biografía
Arcesilao era hijo de Bato I, primer rey de Cirenaica y de Cirene. Sus abuelos paternos fueron un noble llamado Polimnesto de Tera y supuestamente de una princesa de Creta llamada Frónima.
Existe muy poca información sobre la vida y el reinado de Arcesilao. Sucedió a su padre en el trono tras la muerte de éste en 600 a. C., y Heródoto comenta que el número de habitantes de Cirene durante su reinado permaneció igual que el número original de colonos que llegaron bajo el reinado de Bato. Arcesilao murió en 574 a. C. y fue enterrado junto a su padre.
A su muerte le sucedió su hijo, Bato II de Cirene, conocido por el sobrenombre de Eudamón (El Próspero). También tuvo a una hija llamada Critola.